# Іванов Віктор Петрович (генерал-майор)
Віктор Петрович Іванов (нар. 7 липня 1950, Большоє Солдатське) — радянський та російський військовий діяч, генерал-майор, кандидат у мери Тольятті (2000), начальник Тольяттинського військового технічного інституту у 1994—2002 роках.

## Біографія
У 1970 році закінчив Камишинське військове будівельно-технічне училище, член КПРС, служив у ньому ж на посадах командира взводу та командира роти. За досягнення високих результатів у службі Іванову було достроково присвоєно звання капітана.
У 1979 році закінчив Ленінградське вище військове інженерне будівельне училище ім. генерала армії О. М. Комаровського. Після навчання проходив службу на будівництвах Феодосійського УНР Чорноморського флоту.
У грудні 1980 року повернувся в Камишинське училище, де працював викладачем кафедри військових будівель. У 1982 році призначений командиром батальйону курсантів.
У 1985 році направлений в Тольятті, де зайняв посаду командира батальйону курсантів Тольяттинського військового технічного інституту. У 1988 році став заступником начальника училища, а в 1994 році став начальником ВНЗ, де пробув на цій посаді до 2002 року.
За роки начальства Віктора Петровича в ТВТІ були побудовані клуб на 1200 місць, спорткомплекс, закладена каплиця. Почалося будівництво житла для викладацького складу та їх сімей.
У 2000 році балотувався кандидатом на пост мера Тольятті, набравши 12 625 голосів, посівши третє місце. Вибори були відзначені численними брудними PR-акціями в тому числі і проти Віктора Іванова.
Кандидат педагогічних наук. Має відкриття в області екології. За особливий внесок у забезпечення хімічної, радіаційної та ядерної безпеки нагороджений медаллю Легасова.
У відставці працював менеджером в різних тольяттинских компаніях, в тому числі на «Джі-Ем Автоваз».
У даний час директор будівельної компанії ТОВ «Крат».